# Сельское поселение Рыркайпий
Се́льское поселе́ние Рыркайпий — упразднённое муниципальное образование в Иультинском районе Чукотского автономного округа Российской Федерации.
Административный центр — село Рыркайпий.

## История
Статус и границы сельского поселения установлены Законом Чукотского автономного округа от 24 ноября 2008 года N 149-ОЗ «О статусе, границах и административных центрах муниципальных образований на территории Иультинского муниципального района Чукотского автономного округа».
Законом Чукотского автономного округа от 23 сентября 2015 года № 67-ОЗ, все муниципальные образования Иультинского муниципального района — городские поселения: Мыс Шмидта и Эгвекинот; сельские поселения: Амгуэма, Ванкарем, Конергино, Рыркайпий и Уэлькаль — были объединены в городской округ Эгвекинот.

## Население
| 2009 | 2010 | 2011 | 2012 | 2013 | 2014 | 2015 |
| ---- | ---- | ---- | ---- | ---- | ---- | ---- |
| 743  | ↗766 | ↘677 | ↗711 | ↘680 | ↘636 | ↘601 |

## Состав сельского поселения
| № | Населённый пункт | Тип населённого пункта       | Население |
| - | ---------------- | ---------------------------- | --------- |
| 1 | Рыркайпий        | село, административный центр | ↘527      |